# Coniogramme jinggangshanensis
Coniogramme jinggangshanensis är en kantbräkenväxtart som beskrevs av Ren-Chang Ching och K. H. Shing. Coniogramme jinggangshanensis ingår i släktet Coniogramme och familjen Pteridaceae. Inga underarter finns listade.